# Piotr Szczotka
Piotr Szczotka (Jarosław, 17 giugno 1981) è un ex cestista polacco.
Alto 200 cm, giocava come ala.

## Carriera
Con la Polonia ha disputato i Campionati europei del 2011.

## Palmarès
- Campionato polacco: 2

Asseco Prokom Gdynia: 2009-10, 2011-2012
- Supercoppa polacca: 1

Prokom Gdynia: 2010